# Ahl Ramel
Ahl Ramel  (in arabo أهل الرمل‎?) è un centro abitato e comune rurale del Marocco situato nella provincia di Taroudant, regione di Souss-Massa. Conta una popolazione di 8 132 abitanti (censimento 2014).